# Urocotyledon weileri
Urocotyledon weileri är en ödleart som beskrevs av Müller 1909. Urocotyledon weileri ingår i släktet Urocotyledon och familjen geckoödlor. IUCN kategoriserar arten globalt som otillräckligt studerad. Inga underarter finns listade i Catalogue of Life.
Arten förekommer i Kamerun vid berget Kupe.